# مشتاق احمد (بازیکن هاکی روی چمن، زاده ۱۹۵۶)
مشتاق احمد (انگلیسی: Mushtaq Ahmad؛ زادهٔ ۱۵ فوریه ۱۹۵۶) بازیکن هاکی روی چمن اهل پاکستان است.
وی در مسابقات کشوری و بین‌المللی در مجموع برندهٔ ۱ مدال طلا شده‌است.